# Músculs interossis dorsals de la mà
Els músculs interossis dorsals de la mà (musculi interossei dorsales manus) són quatre músculs que s'originen en la diàfisi dels metacarpians i s'insereixen a la base de la primera falange dels dits. Actuen com a flexors metacarpofalàngics i abductors dels dits.
Tots els músculs interossis de la mà estan innervats per la branca profunda del nervi cubital.

## Estructura i insercions
Hi ha quatre interossis dorsals a cada mà, anomenats dorsals per diferenciar-los dels interossis palmars, els quals estan situades a la cara anterior dels metacarpians. Cada múscul interossi dorsal té dues ales que s'originen en punts adjacents dels ossos metacarpians. El dit índex i anul·lar reben la inserció d'un interossi dorsal, al dit mig se n'insereixen dos, mentre que en el cas del polze i el menovell no se n'insereix cap.
| Múscul | Origen                                                                                              | Inserció                                                                                            |
| ------ | --------------------------------------------------------------------------------------------------- | --------------------------------------------------------------------------------------------------- |
| Primer | al costat radial del segon metacarpià i la meitat proximal del costat cubital del primer metacarpià | al costat radial de la base de la segona falange proximal (dit índex) i en l'expansió de l'extensor |
| Segon  | al costat radial del tercer metacarpià i al costat cubital del segon metacarpià                     | al costat radial de la tercera falange proximal (dit mig) i en l'expansió de l'extensor             |
| Tercer | al costat radial del quart metacarpià i el costat cubital del tercer metacarpià                     | al costat cubital de la tercera falange proximal (dit mig) i en l'expansió de l'extensor            |
| Quart  | al costat radial del cinquè metacarpià i el costat cubital del quart metacarpià                     | al costat cubital de la quarta falange proximal (dit anular) i en l'expansió de l'extensor          |

El primer múscul interossi dorsal és més llarg que els altres. L'artèria radial passa entre els seus dos feixos, des del dors fins al palmell de la mà. Entre els feixos dels músculs interossis dorsals dos, tres i quatre, passa una branca perforant de l'arc palmar profund. L'artèria radial passa entre els dos feixos del primer múscul interossi dorsal. Els interossis dorsals, per tant, es divideixen en un grup proximal i un de distal: els interossis proximals estan afectant principalment les articulacions metacarpofalàngiques, mentre que els interossis distals estan afectant principalment les articulacions interfalàngiques.

## Funció
Els músculs interossis dorsals de la mà ajuden en la flexió dels artells dels dits i l'extensió de les articulacions. El primer interossi dorsal també és capaç de rotar lleugerament el dit índex en l'articulació metacarpofalàngica i assistir a l'adductor del polze en l'adducció del polze.

## Imatges

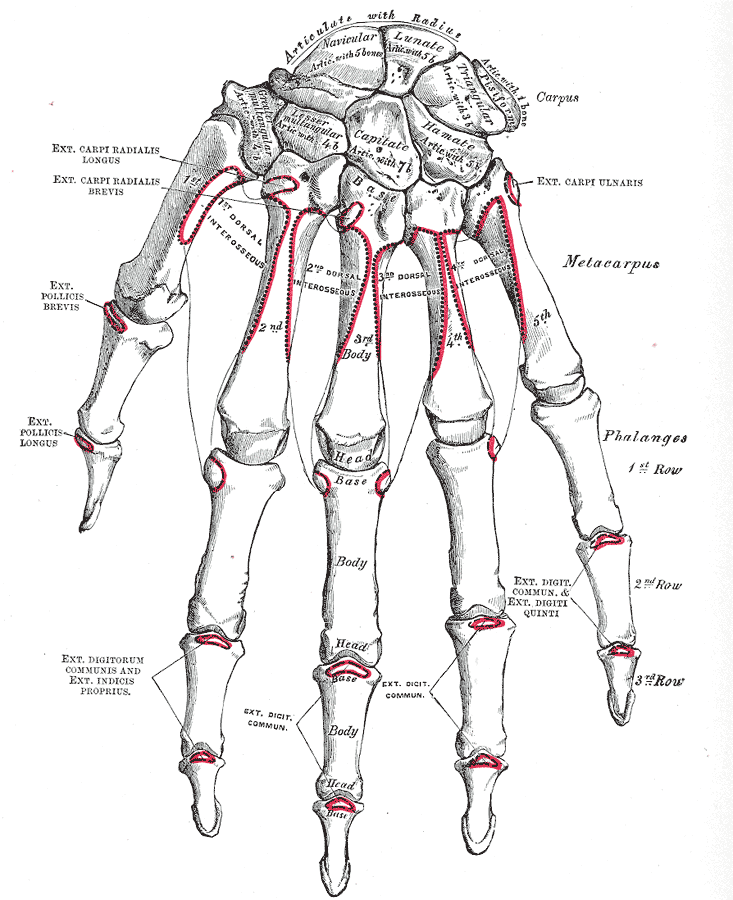
Ossos de la mà esquerra. Superfície dorsal.
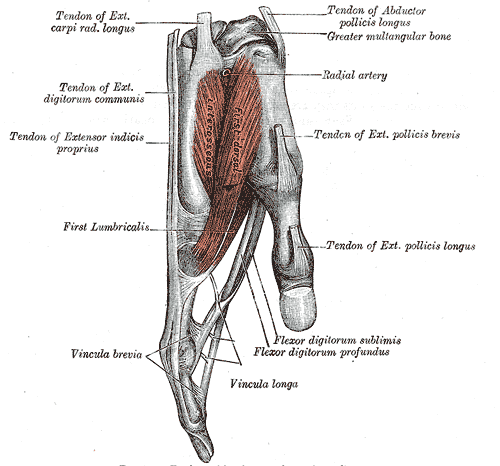
Primer interossis dorsals.
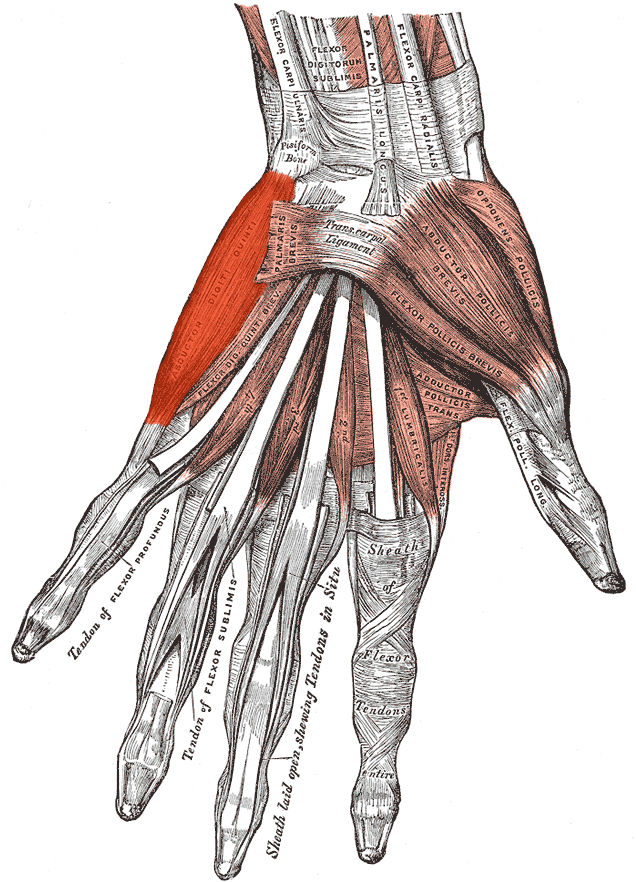
Abductor del menovell, el "cinquè dorsal interossi".